# Inclusie
Inclusie is de insluiting in de samenleving van achtergestelde groepen op basis van gelijkwaardige rechten en plichten. Inclusie staat tegenover uitsluiting en discriminatie. De begrippen inclusie en integratie vullen elkaar aan in de hedendaagse maatschappij.

## Toepassingsveld
Inclusie wordt gebruikt in het discours rond iedereen die te maken kan krijgen met uitsluiting en discriminatie, bijvoorbeeld op basis van etniciteit, racisme, taal en accent, religie (bijvoorbeeld Islamofobie), gender (genderisme), mensen die niet heteroseksueel zijn (o.a. homofobie) en mensen met een handicap/functiebeperking (validisme). Inclusie is een belangrijk onderwerp in gemeenschappen die zich inzetten om discriminatie tegen te gaan, bijvoorbeeld in de gehandicaptengemeenschap, waar inclusie een belangrijk onderwerp is naast recht op arbeid, ondersteuning, non-discriminatie, redelijke aanpassing en positieve actie.
De verantwoordelijkheid tot aanpassing ligt niet bij een sociaal achtergestelde groep, zoals bij integratie. Het is de maatschappij die zich aanpast en diversiteit als een meerwaarde ziet. Hindernissen voor sociale participatie worden (letterlijk en figuurlijk) verwijderd, zodat iedereen naar best vermogen kan deelnemen aan het maatschappelijk leven.
Inclusie is terug te vinden in het onderwijs (inclusief onderwijs), vrijetijdsbesteding (een gemengd café, naar een gewoon feest gaan, of op reis), in tewerkstelling (de participatie van de gebruiker met een handicap in sociale tewerkstelling en de tewerkstelling van mensen met een functiebeperking binnen het gewone of reguliere arbeidscircuit) en in het wonen (begeleid wonen, beschut wonen en semi-zelfstandig wonen).

## Principes
Inclusie is onder meer een reactie op het dominerend medisch perspectief op mensen met een functiebeperking, dat alleen oog had voor de individuele beperking. Door de eeuwen heen werden invaliden op alle mogelijke wijzen uit de maatschappij geweerd (dood, foltering, te vondeling leggen of opsluiten), of juist verplicht zich tot elke prijs in te passen (integratie).
Inclusie staat voor gelijkwaardigheid en volwaardig burgerschap, en komt voort uit het sociaal-politiek perspectief op mensen met een functiebeperking, die de verantwoordelijkheid voor de handicap deels bij de samenleving legt. Hoewel inclusie nog steeds een insluiting betekent, is dit een stap naar een samenleving zonder drempels.
De slogan luidt: Inclusie moet waar het kan, een afwijkende aanpak slechts indien nodig. De persoon met een handicap heeft vooral mogelijkheden die toegang geven tot alle segmenten van de maatschappij.

## Inclusie-gerichte initiatieven
In Vlaanderen zijn verschillende initiatieven rond inclusie, onder meer door Gelijke Rechten voor Iedere Persoon met een handicap (GRIP) vzw, Ouders voor Inclusie, Inclusie Vlaanderen, Handicap International en het Vlaams Agentschap voor Personen met een Handicap.
In Nederland is de Coalitie voor inclusie actief.

## Artikelen en boeken
- Cautreels, Marc (2004): Inclusie: een modewoord ?, VV@-bl@d, februari 2004
- Beltman, H. (2001): Buigen of Barsten? Hoofdstukken uit de geschiedenis voor mensen met een handicap 1945 - 2000. Dissertatie, Groningen, Rijksuniversiteit Groningen
- Beraadsgroep Communitycare (1998): Leven in de lokale samenleving. Advies over Community Care voor mensen met een verstandelijke beperking, Utrecht, NIZW
- Gennep A.T.G., G. van Hove en J. van Loon (2003): Voor & Tegen, vernieuwingen in de zorg voor mensen met een verstandelijke handicap, Antwerpen, Apeldoorn, Garant
- Houten, D. van (1999): De standaardmens voorbij . Over zorg, verzorgingsstaat en burgerschap, Maarssen, Elsevier/de Tijdstroom
- Houten, D. van (2000): Inclusief burgerschap en sociale rechten, in: Tijdschrift voor Humanistiek, jaargang 1 (3) 7-18
- Houten, D. van (2004): De gevarieerde samenleving. Over gelijkheid en diversiteit, Utrecht, de Tijdstroom
- Kal, D. (2001). Kwartier maken. Werken aan ruimte maken voor mensen met een psychiatrische achtergrond, Boom
- Kröber, H.R.Th. (2008): Gehandicaptenzorg, inclusie en organiseren (proefschrift) UvH / Pameijer
- Kröber, H.R.Th. (2012): Sociale Inclusie. Succes en faalfactoren, Boom
- Kröber, H.R.Th. (2012): Social Inclusion. Dutch Perspectives, Boom / Seven Eleven
- Loon, J. van (2005): Arduin van Zorg naar Ondersteuning. Kiezen voor kwaliteit leidt tot ontmanteling van instituutszorg, Garant
- Schuurman, M. en van der Zwan, A. (2009): Inclusie Zeggenschap Support. Op weg naar een samenleving waarin iedereen welkom is, Garant, Jubileumboek Perspectief